# أميديو مانغون
أميديو مانغون (بالإيطالية: Amedeo Mangone)‏ (12 يوليو 1968 بميلانو في إيطاليا - ) هو لاعب كرة قدم إيطالي في مركز الدفاع. لعب مع إيه سي ميلان ونادي بارما ونادي باري ونادي بريشيا ونادي بولونيا ونادي بياتشينزا ونادي روما ونادي كاتانزارو ويو أس بركوليتزه 1932 وASD Solbiatese Calcio 1911 ‏.

## روابط خارجية
- أميديو مانغون على موقع قاعدة بيانات كرة القدم.إي يو (الإنجليزية)
- أميديو مانغون على موقع عالم كرة القدم.نت (الإنجليزية)